# Primstalbrücke
Die Primstalbrücke ist eine Autobahnbrücke der A1 bei Nonnweiler im Saarland. Sie ist 686 Meter lang und überquert den Fluss Prims und die L 147. Ihre Spannweite beträgt 43 Meter. Sie liegt 32 m über dem Talgrund zwischen dem Autobahndreieck Nonnweiler und der Anschlussstelle Nonnweiler-Bierfeld. Die Brücke wurde von 1971 bis 1976 gebaut. Mit einer überbauten Fläche von 26.000 m² handelt es sich um die flächenmäßig größte Brücke des Saarlandes. Sie ist als Balkenbrücke ausgelegt.
Unweit der Brücke befinden sich die Primstalsperre und der Nonnweiler-Viadukt der Hochwaldbahn.